# Carpineto
Carpineto település Franciaországban, Haute-Corse megyében. Lakosainak száma 37 fő (2022. január 1.). Carpineto Rapaggio, Carcheto-Brustico, Piobetta és Valle-d’Orezza községekkel határos.

## Népesség
A település népességének változása:
| Lakosok száma | 71   | 29   | 15   | 23   | 28   | 32   | 33   | 34   | 35   | 37   |
|               | 1968 | 1982 | 1990 | 2006 | 2011 | 2016 | 2017 | 2019 | 2020 | 2022 |